# Esercito di liberazione di Preševo, Medveđa e Bujanovac
Esercito di liberazione di Preševo, Medveđa e Bujanovac (in albanese: Ushtria Çlirimtare e Preshevës, Medvegjës dhe Bujanocit, UÇPMB) era un gruppo paramilitare albanese in lotta per la separazione dalla Repubblica Federale di Jugoslavia per tre comuni: Preševo, Bujanovac e Medveđa, che ospitano la maggior parte degli albanesi nella Serbia meridionale, adiacente al Kosovo. Dei tre comuni, due hanno la maggioranza albanese.
Le uniformi, le procedure e le tattiche di UÇPMB rispecchiavano quelle dell'allora Esercito di Liberazione del Kosovo (KLA) appena sciolto. Il paramilitare di 1.500 ha lanciato l'insurrezione nella valle di Preševo dal 1999 al 2001, con l'obiettivo di separare questi comuni dalla Jugoslavia e unirli al protettorato del Kosovo.
L'UE ha condannato ciò che ha definito "estremismo" e uso di "azioni terroristiche illegali" da parte del gruppo.

## Storia
Dopo la fine della guerra del Kosovo nel 1999, fu istituita una "zona di sicurezza al suolo" (ZSS) di tre miglia tra il Kosovo (governato dalle Nazioni Unite) e la Serbia interna e il Montenegro. Le unità delle Forze jugoslave non erano autorizzate lì e nella zona erano rimaste solo le forze del ministero degli Affari interni serbo armate leggermente.
La zona di esclusione comprendeva il villaggio prevalentemente albanese di Dobrosin, ma non Preševo. Il terrorismo kosovaro venne esportato oltre i confini,  con ex membri dell'UÇK che stabilirono rapidamente basi nella zona demilitarizzata, e la polizia serba dovette smettere di pattugliare l'area per evitare un'imboscata. Attaccarono politici etnici albanesi contrari all'UÇK, tra cui Zemail Mustafi (il vicepresidente della sezione Bujanovac del Partito socialista serbo di Slobodan Milošević) che fu assassinato.
Tra il 21 giugno 1999 e il 12 novembre 2000, sono stati registrati 294 attacchi, molti dei quali (246) a Bujanovac, 44 a Medveđa e sei a Preševo. Questi attacchi hanno provocato la morte di 14 persone (di cui sei civili e otto poliziotti), 37 feriti (due osservatori delle Nazioni Unite, tre civili e 34 poliziotti) e cinque civili rapiti. Nei loro attacchi, UÇPMB usava principalmente fucili d'assalto, mitragliatrici, mortai e fucili di precisione, ma occasionalmente anche giochi di ruolo, bombe a mano e mine anticarro e antiuomo.
Con l'evolversi della situazione, la NATO ha consentito al VJ di recuperare la zona demilitarizzata il 24 maggio 2001, dando allo stesso tempo all'UÇPMB l'opportunità di consegnarsi alla Kosovo Force (KFOR), che promise di prendere solo le loro armi e prendere nota delle loro nomi prima di rilasciarli. Più di 450 membri di UÇPMB hanno approfittato della politica di "schermo e rilascio" della KFOR, tra cui il comandante Shefket Musliu, che si è consegnato alla KFOR in un posto di blocco lungo la GSZ subito dopo la mezzanotte del 26 maggio 2001.

## Conseguenze
L'ex KLA si trasferì successivamente nella Macedonia occidentale dove fondarono l'Esercito di liberazione nazionale, che combatté contro il governo macedone nel 2001.
Ali Ahmeti ha organizzato l'NLA di ex combattenti dell'UÇK del Kosovo e della Macedonia, ribelli albanesi di Preševo, Medveđa e Bujanovac in Serbia, giovani radicali albanesi e nazionalisti della Macedonia e mercenari stranieri.

## Membri notevoli
- Muhamet Xhemajli, massimo comandante,
- Ridvan Qazimi Lleshi, secondo comandante, †
- Shefket Musliu, comandante, [8]
- Pacir Shicri, portavoce,[9]
- Tahir Dalipi, portavoce
- Yonuzu Musliu,
- Mustafa Shaqiri,
- Nagip Ali,
- Orhan Rexhepi,
- Lirim Jukupi
- Arben Ramadani, †